# 羅薩奇峰
46°27′36.3″N 9°51′13″E / 46.460083°N 9.85361°E

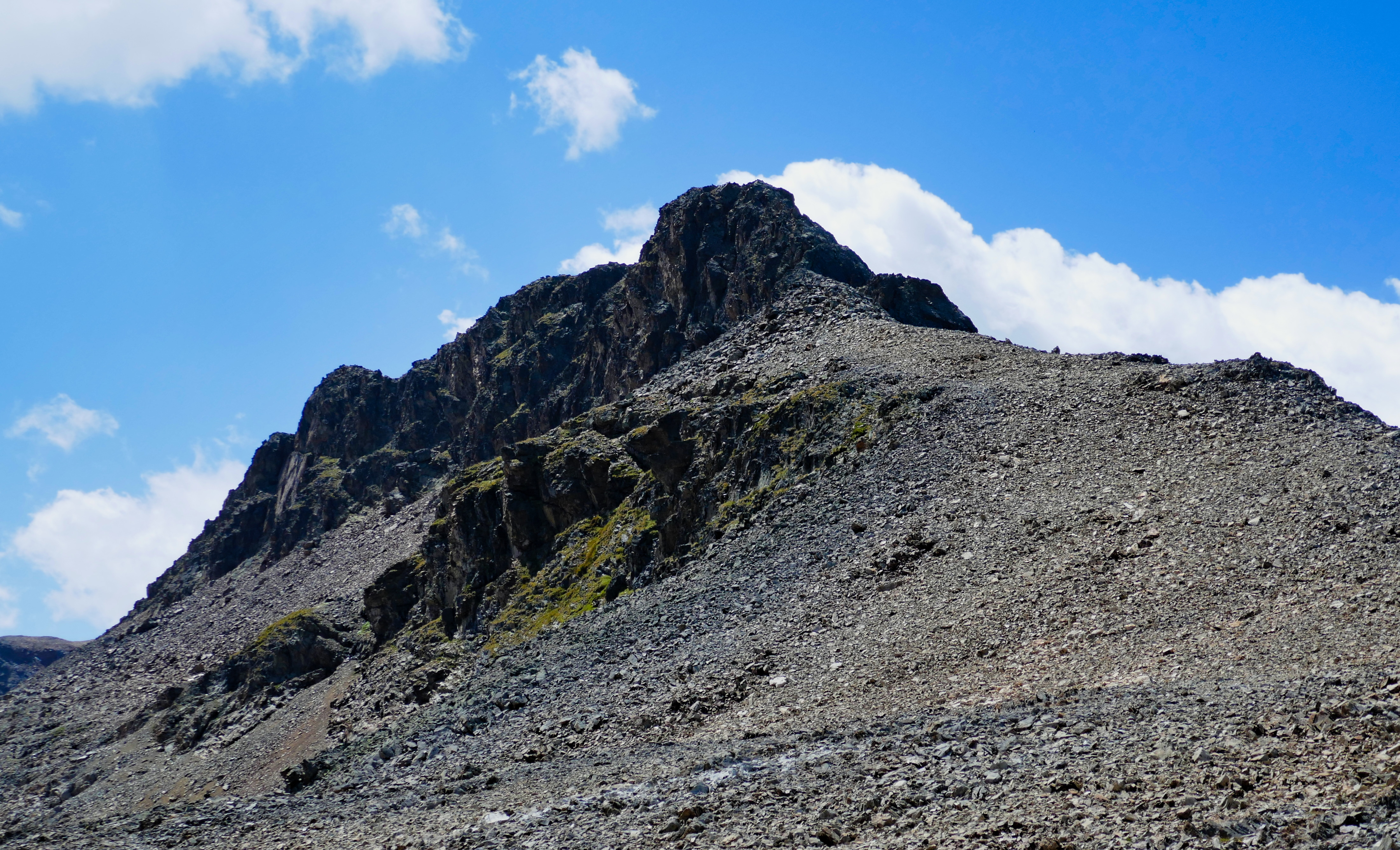

羅薩奇峰（Piz Rosatsch），是瑞士的山峰，位於該國東南部，由格勞賓登州負責管轄，屬於貝爾尼納山脈的一部分，海拔高度3,123米，每年平均降雨量1,693毫米。